# Funktechnisches Museum im Hessenpark

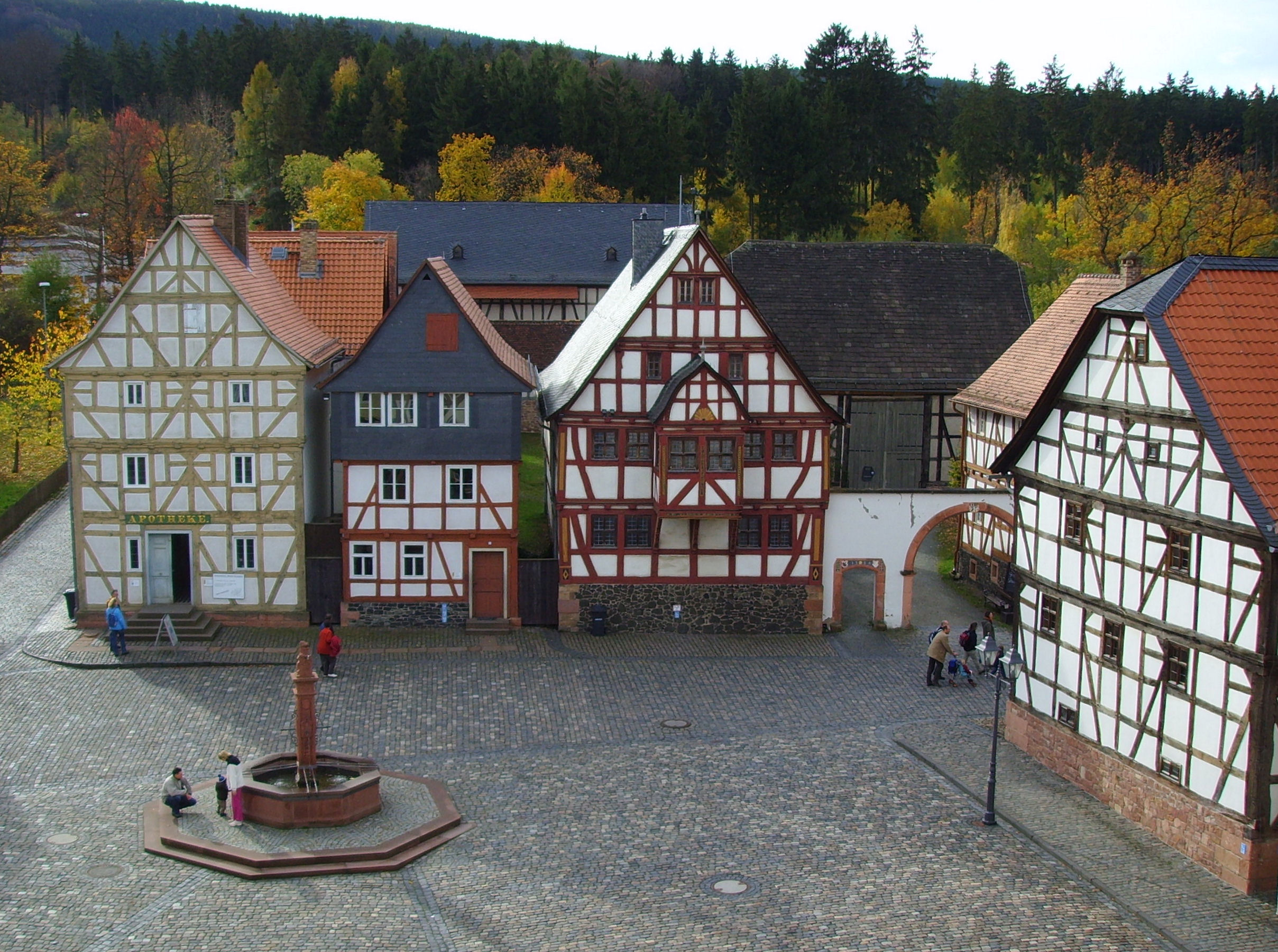
Haus Rauschenberg (Apotheke, Gebäude links außen), Sitz des Museums

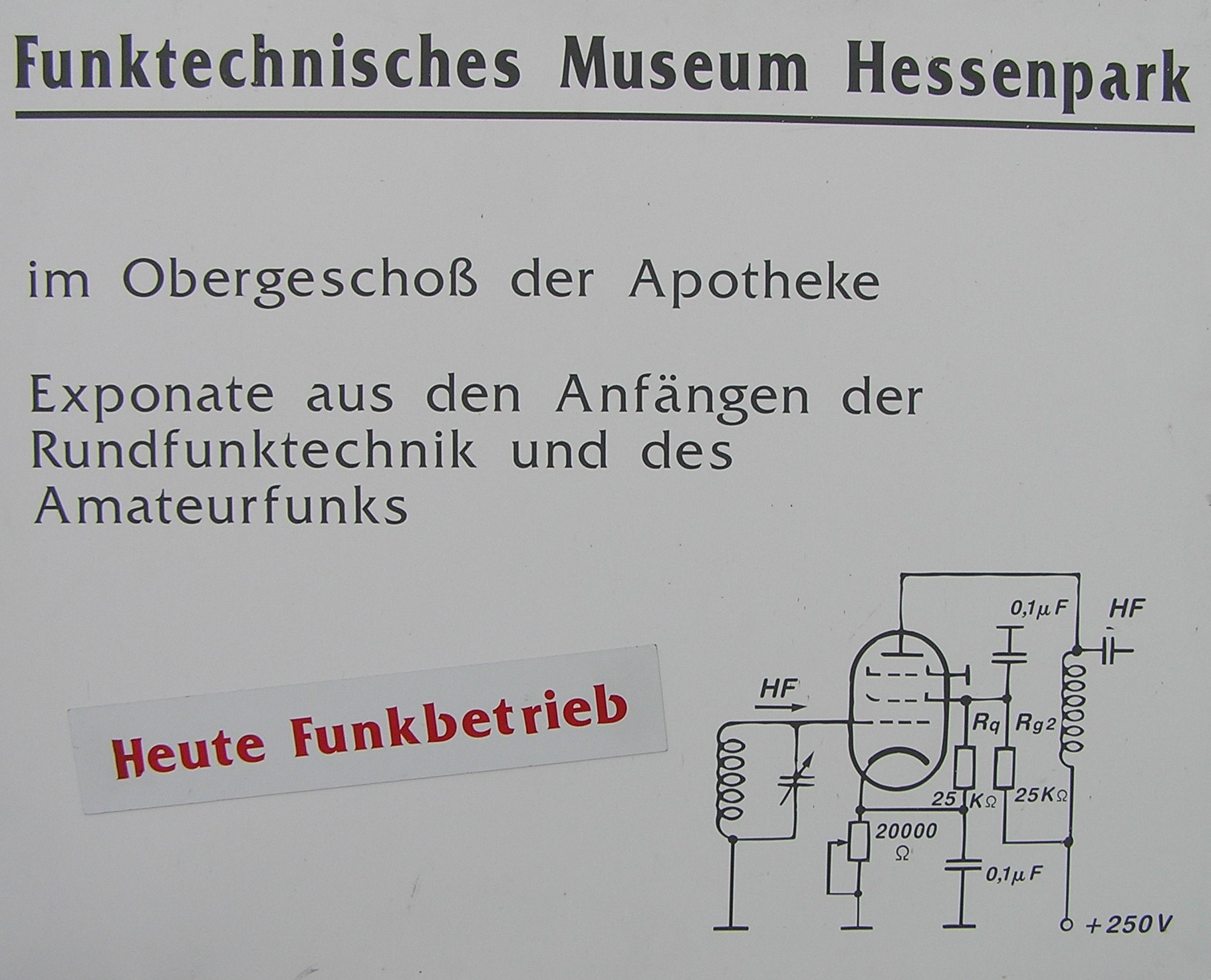
Funktechnisches Museum

Das Funktechnische Museum ist eine funktechnische Dauerausstellung im Hessenpark in Neu-Anspach (Hochtaunuskreis), die durch die Gruppe „Kommunikation im Wandel der Zeit“ betreut wird.

## Gebäude
Die funktechnische Ausstellung befindet sich in der Baugruppe Marktplatz des Freilichtmuseums Hessenpark. Dieser Teil des Hessenparks befindet sich außerhalb des eigentlichen Hessenparks und ist ohne Eintritt zu betreten. Das Haus Rauschenberg, in dem das Funktechnische Museum untergebracht ist, zeigt im Erdgeschoss eine historische Apotheke. Der erste und zweite Stock werden vom Funktechnischen Museum genutzt.

## Geschichte
Im September 1998 bildete sich eine Arbeitsgruppe von funktechnisch Interessierten, die das Ziel hatte, eine funktechnische Ausstellung im Hessenpark aufzubauen, die darüber hinaus noch einen deutlichen Bezug zu Hessen haben sollte. Im März 2000 wurde die Ausstellung im ersten Stock des Gebäudes eröffnet. Aufgrund der hohen Nachfrage wurde bereits im Jahr 2001 auch der zweite Stock für das Publikum eröffnet. 2004 wurde das Haus nach Ferdinand Braun benannt.

## Ausstellung
Die Ausstellung wird durch die ehrenamtlichen Helfer betreut und ist ganzjährig kostenfrei geöffnet. Ausgestellt wird im ersten Stock eine Radio-Fernsehwerkstatt, eine Funkstation und eine Ausstellung der Geschichte der Radioempfänger. Daneben werden militärisch und geheimdienstlich genutzte Funkgeräte und Exponate der Sendeanlagen auf dem Feldberg, der Erdfunkstelle Usingen und der großen Funkanlagen in Mainflingen gezeigt. Im zweiten Stock ist ein Wohnzimmer der 1950er Jahre mit den damaligen Geräten der Unterhaltungselektronik ausgestellt. Eine Darstellung der Kommunikationstechnik der Schiff- und Luftfahrt sowie im Auto ergänzt die Ausstellung.

## Museumsdidaktik und Jugendarbeit
Es werden im Museum Kurse, Führungen und Sonderausstellungen durchgeführt. Hierbei werden insbesondere Jugendliche angesprochen.